# Andrena toluca
Andrena toluca är en biart som beskrevs av Laberge 1969. Andrena toluca ingår i släktet sandbin, och familjen grävbin. Inga underarter finns listade i Catalogue of Life.